# Дединская волость
Дединская волость — упразднённая административно-территориальная единица 3-го уровня в Себежском районе Псковской области России.
Административный центр — деревня Дедино.

## География
Территория волости граничила на севере с Томсинской, на западе — с Ленинской и Глембочинской волостями Себежского района Псковской области, на юге — с Белоруссией, на западе — с Латвией.

## Население
Численность населения Дединской волости по переписи населения 2002 года составила 631 житель.

## Населённые пункты
В состав Дединской волости к 2002 году входило 27 деревень: 
| №  | Населённый пункт | Тип     | Население (2002 г.) |
| -- | ---------------- | ------- | ------------------- |
| 1  | Ахромеи          | деревня | ↘2                  |
| 2  | Безгрибово       | деревня | ↘1                  |
| 3  | Белые Ключи      | деревня | ↘0                  |
| 4  | Бондарево        | деревня | ↘6                  |
| 5  | Бурачки          | деревня | ↘8                  |
| 6  | Валтрево         | деревня | →12                 |
| 7  | Васильково       | деревня | ↘0                  |
| 8  | Вершинцево       | деревня | ↗1                  |
| 9  | Войтехово        | деревня | ↗13                 |
| 10 | Волуево          | деревня | ↘1                  |
| 11 | Грошево          | деревня | ↘27                 |
| 12 | Дедино           | деревня | ↘260                |
| 13 | Дивины           | деревня | →0                  |
| 14 | Дылново          | деревня | ↘0                  |
| 15 | Заситино         | деревня | ↗92                 |
| 16 | Калныши          | деревня | ↘4                  |
| 17 | Красный Посёлок  | деревня | ↘37                 |
| 18 | Макеи            | деревня | ↗1                  |
| 19 | Могили           | деревня | ↘7                  |
| 20 | Посинь           | деревня | ↘0                  |
| 21 | Пузырево         | деревня | →0                  |
| 22 | Селиваново       | деревня | ↘7                  |
| 23 | Толстяки         | деревня | ↘3                  |
| 24 | Усово            | деревня | ↘2                  |
| 25 | Хрошки           | деревня | →0                  |
| 26 | Шикенево         | деревня | ↘2                  |
| 27 | Шкигино          | деревня | →0                  |

## История
Дединская волость существовала в XVI-XVII веках и простиралась с юга на север от озера Исца (Исо, Дедино), у истоков реки Иссы, вниз по Иссе, её левобережью до озера Ситно (Заситно, Заситино). На западе её граница с Лужским (Люцинским, Лудзенским) уездом не доходила до реки Синей. На картографических источниках (Себежской генеральной карте и трёхвёрстке) обнаруживаются деревни, упомянутые в писцовой книге Себежского уезда 1668 г. у западного берега озера Заситенья: Усово (Усова, Вусова), Юрково-Сладево (Сладева, Сляжево), Овинищи (Овинскова, Овинки), Дуброва-Барсуки (Барсуки). На Себежской генеральной карте граница Дединской и Лидинской волостей была проведена от озера Чёрное на юго-восток к Иссе, севернее оз. Ситно (Заситно, Заситино, Заситинье) и соединяющей его с Иссой р. Заситинке. По всей видимости, и в XVI в. красногородско-себежская граница в этом заболоченном районе (Лидино-Дедино) проходила этими же рубежами.
Постановлением Псковского областного Собрания депутатов от 26 января 1995 года все сельсоветы в Псковской области были переименованы в волости, в том числе Дединский сельсовет был превращён в Дединскую волость.
Законом Псковской области от 28 февраля 2005 года Дединская волость была упразднена, а её территория вместе с пгт Сосновый Бор составили новосозданное муниципальное образование Сосновый Бор со статусом городского поселения с 1 января 2006 года в составе муниципального образования Себежский район со статусом муниципального района.